# Rafael García-Valiño Marcén
Rafael García-Valiño Marcén (Toledo, 24 d'octubre de 1898 – Madrid, 29 de juny de 1972) fou un militar espanyol, fill de militar, estret col·laborador del general Emilio Mola Vidal durant la Guerra Civil espanyola i un dels comandaments militars encarregats d'impedir l'entrada de les forces de l'exèrcit republicà a la vila de Gandesa durant la batalla de l'Ebre.
Alumne de l'Acadèmia d'Infanteria el 1913, fou promogut a oficial el 1916, després d'haver prestat servei a l'Àfrica, intervenint en nombrosos fets d'armes, dels que en resultà ferit tres vegades. Es va forjar una gran reputació durant la guerra del Marroc. En començar la guerra ja era comandant d'infanteria, ja que el 1936 dirigia la I Brigada Mixta de Muntanya sota el comandament del general Mola. Amb la Guerra Civil és ascendit a coronel de la I Divisió de Navarra i del Cos d'Exèrcit del Maestrat. Va ser, però, a la batalla de l'Ebre, on més va destacar impedint l'avanç de l'exèrcit republicà els primers moments de la batalla de l'Ebre.

## Alçament rebel
El juliol de 1936, trobant-se a Zarautz (Guipúscoa), marxà a Pamplona per incorporar-se al moviment rebel. En aquella ciutat se li confià l'organització i comandament del Tercio de Requetés de Montejurra, base més tard de la 1a Brigada de Navarra, com aquesta o fou de la Divisió d'igual nom i a la vegada del Cos d'Exèrcit del Maestrat, grans unitats que manà successivament.
Assistí a les primeres operacions de Guipúscoa, on rebé la seva quarta ferida, i posteriorment a tota la campanya del Nord, que culminà amb l'ocupació de Bilbao, també prengué part en les operacions de Santander. Manant la 1a Divisió de Navarra participà en la batalla de Terol i en la d'Aragó el 1938, arribant a Alcanyís i posteriorment a Sant Carles de la Ràpita.
Va intervenir així mateix en les operacions del Maestrat i en la batalla de l'Ebre; en la campanya de Catalunya actuà pel centre del dispositiu, manant l'exèrcit del Maestrat, assolint arribar fins Figueres. Els ascensos de comandant (1925), tinent coronel (1936), coronel (1937) i general de brigada (1938) els assolí per mèrits de guerra.

## Fi de la Guerra Civil
Acabada la guerra civil, fou delegat del Govern a Melilla. El 1942 se’l nomenà cap de l'Estat Major Central de l'Exèrcit. El 1942 ascendia a tinent general; amb aquesta graduació, era llavors el general més jove d'Espanya. El 1954 s'encarregava de la Capitania General de la IV Regió Militar (Catalunya). El 1951 se’l designà alt comissari d'Espanya al Marroc. El 1956 li fou encomanada la direcció de l'Escola Superior de l'Exèrcit.
Per aquest temps fou així mateix capità general de la I Regió Militar, lloc que abandonà el 1964. Era Conseller del Regne i procurador en Corts, càrrec que mostrà la seva actitud independent votant contra el nomenament del príncep Joan Carles de Borbó com a successor a Cap de l'Estat.

## Reconeixements
Va ser declarat fill adoptiu d'Olot el 3 de febrer de 1940, ja que era el comandant en cap del Cos d'Exèrcit del Maestrat. Les tropes d'aquest exèrcit van ocupar aquesta població i Ripoll en el marc de l'Ofensiva de Catalunya.

## Condecoracions
Es trobava en possessió de dues grans creus al Mèrit Militar, la Gran Creu de Carles III, la Gran Creu d'Isabel la Catòlica i la Gran Creu del Jou i les Fletxes.